# Kreatursklave

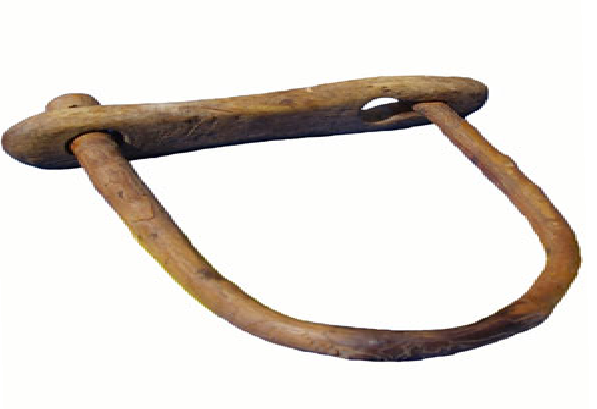
Kreatursklave för att hålla boskap på plats

Kreatursklave eller klave eller klove är ett boskapsredskap som användes för att binda fast kreatur. Klaven fästes kring djurets fot eller hals.

## Bygdemål
För kreatursklavar finns flera bygdemålord:
- Hillebygel
- Hilleböjel
- Hillekvader
- Kvader
- Kvadring

## Etymologi

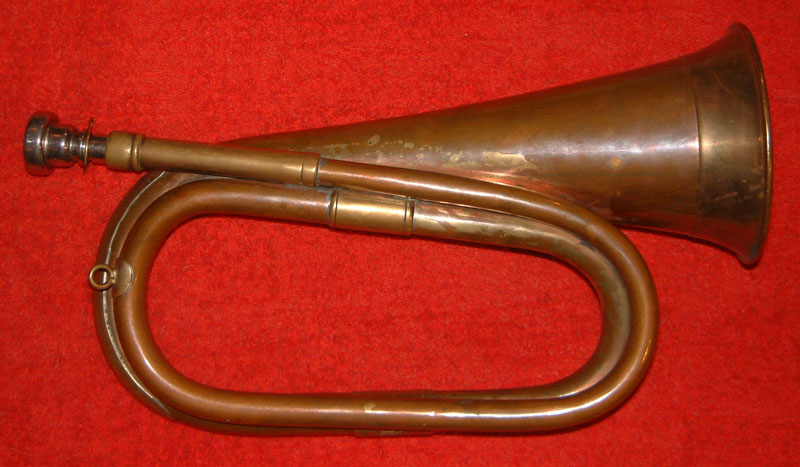
Bygelhorn

- Hille har med hålla, hålla fast att göra. I överförd betydelse betyder hilla på skånska "att snava, snubbla", d.v.s. fastna med foten i något.
- Böjel torde vara en dialektal förvrängning av ordet bygel, något som är böjt. Att bygla, överbygla betyder att förena några ting med varandra, slå en bro över ett gap.

Jämför bygelhorn.

## Beskrivning
För att hindra urdrag av den tvärslå som finns på vissa konstruktioner av klavar, låses slån med en liten konisk pinne, kallad kvader, eller med en kvad-ring. (Jämför nyckelring.) I Skåne kallas pinnen hillekvader.
Klavars dimensioner är avpassade efter storleken på det djur de är avsedd för. Stället för anbringandet, t.ex. hals, halsklave, eller fot, fotklave, avgör storleken:
- Bockklave
- Fårklave, även kallad fårklämma
- Getklave
- Kalvklave, i vissa bygdemål kalvspännel
- Killingklave
- Koklave
- Oxklave
- Svinklave, svinklove, grisklave

En klave för att fästa bjällran på skällkon kallas bjällklave eller skällklave. Ett fäste för tjuder eller grimskaft i ett djurs mule kallas mulklave.
Fotklavar för hästar används alltid parvis mellan frambenen, förenade med några få kedjelänkar, länkklave Hästen kan då bara med "myrsteg" förflytta sig och avhålls från att hoppa över ens ett lågt stängsel.
Motsvarande funktion kan tillverkas av vidjor, som snos till 8-form. Hästens framben placeras med en fot i vardera öglan, en snarklave.
Vill man förhindra boskapstöld kan man tjudra med en låsklave i metall. ungefär som ett hänglås, som kräver nyckel för att öppnas.
En fotklave på ett framben förbunden med en planka till en fotklave på ett bakben på samma sida tvingar hästen till en för hästar onaturlig passgång, vilket gör att hästen bara långsamt kan förflytta sig. En avart är att man genom dressyr vill tvinga hästen till att vara även snabb passgångare. Det används i speciell hästsport i USA, men är förbjudet i Sverige.
Om man vill framhålla klavens material, kan exempelvis termerna vidjeklave, granklave, björkklave förekomma.
Förkortat kan vilken typ som helst kallas enbart klave utan närmare definition.

## Övrigt
Många kreatursklavar finns i Nordiska museets och provinsiella kulturmuseers samlingar.
Om talesättet krona eller klave, se slantsingling.